# Ludvik Bartelj
Ludvik (Ludovik) Bartelj, slovenski filozof, teolog in rimskokatoliški duhovnik, * 7. avgust 1913, Mirna Peč, † 27. december 2006, Dole pri Litiji.

## Življenje in delo
V duhovnika je bil posvečen leta 1937, nato je služboval župnijah Dole pri Litiji (1938-1941), Leskovec pri Krškem (1941), Kočevje (1941-1947), Dole pri Litiji (1947-2006). Med drugo svetovno vojno je deloval v Kočevju, kjer je bil priča t. i. kočevskemu procesu. Partizani so mu dovolili komunicirati z obsojenci, ker se ni ukvarjal s politiko. Vsem obsojencem je smel podeliti poslednje zakramente.
Ukvarjal se je s filozofijo in je bil učenec Franceta Vebra. Po vojni mu je bilo zaradi duhovniškega poklica onemogočeno javno znanstveno delovanje, zato je Bartolj označen za zamolčanega filozofa. Za časa svojega življenja je izdal nekaj knjig, večinoma v samozaložbi, in napisal nekaj člankov (Bogoslovni vestnik, Analiza, Tretji dan). V študijskem letu 1973/1974 je predaval na Teološki fakulteti v Ljubljani.

## Izbrana bibliografija
- Primerjava Kristusovega in Mohamedovega življenja : magistrsko delo, 1960 (COBISS)
- Zadnji temelj realnega izkustvenega sveta je Bog, 1967 (COBISS)
- Človek, svet, Bog, 1970 (COBISS)
- Globinski razum in prastvarnost, 1983 (COBISS)
- Globinski razum in stvarnost, 1983 (COBISS)
- Ontologika - analitika in kritika globinskega razuma, 1987 (COBISS)
- Globinska psihologija religije, 1992 (COBISS)
- Ontofilozofija, 1994 (COBISS)
- Psihologija kulture in civilizacije, 1997 (COBISS)
- Kaj je človek, 2003 (COBISS)